# Isaías Medina Angarita
Isaías Medina Angarita (ur. 6 lipca 1897 w San Cristóbal, zm. 15 września 1953 w Caracas) – wenezuelski polityk, prezydent Wenezueli (1941–1945).

## Życiorys
Był synem generała José Rosendo Mediny i jego żony Alejandriny Angarity Garcíi. Szkołę podstawową ukończył w rodzinnym mieście, następnie w wieku piętnastu lat wstąpił do Szkoły Wojskowej w Caracas. W 1914 uzyskał stopień podporucznika. Służył jako dowódca plutonu w 3. kompanii 2. batalionu piechoty. W lutym 1919 został zatrudniony w Szkole Wojskowej jako komendant kompanii kadetów i wykładowca. Od 1927, gdy awansował na stopień pułkownika, pracował w szkole oficerskiej w Caracas i jako nauczyciel wychowania fizycznego w Szkołach Federalnych w Caracas. Zainteresował się w tym okresie nowymi ideami politycznymi, działał na rzecz uzyskania pełnej autonomii przez wenezuelskie instytucje akademickie. Związał się z Grupą Ateńską i z Klubem Siedmiu. Po uzyskaniu wysokiego stanowiska w Ministerstwie Wojny i Marynarki zaprzyjaźnił się z Eleazarem Lópezem Contrerasem. W 1930 został członkiem komisji regulacji armii i marynarki wojennej, zaś od 1931 do 1935 pełnił obowiązki kierownika sekretariatu ministerstwa. W 1940 awansowany na stopień generała brygady.
28 kwietnia 1941 wenezuelski Kongres Narodowy wybrał go w pierwszej turze na prezydenta kraju. Uzyskał 120 głosów, jego jedyny rywal Rómulo Gallegos – 13. Zaprzysiężony 5 maja 1941. Jako prezydent Medina Angarita kontynuował demokratyczną transformację kraju zainicjowaną przez jego poprzednika, Lopeza Contrerasa. Jego rząd zezwolił na legalną działalność Komunistycznej Partii Wenezueli oraz Akcji Demokratycznej, wprowadził wybory bezpośrednie do kongresu i nadał kobietom prawo głosu, zwolnił więźniów politycznych i pozwolił na powrót uchodźców. W 1945 jako pierwszy w historii rząd wenezuelski podjął próbę przejęcia przez państwo kontroli nad zasobami naturalnymi Wenezueli oraz próbował przeprowadzić reformę rolną.
Reformy Mediny Angarity zostały uznane za niewystarczające przez lewicową Akcję Demokratyczną, która żądała dalszych, bardziej radykalnych zmian społecznych. Również część młodszych oficerów miała rządowi za złe to, że nie usunął ze stanowisk oficerów powiązanych z dyktaturą Juana Vicente Gomeza. Sojusz obydwu tych środowisk pozwolił na przeprowadzenie 18 października 1945 zamachu stanu, odsunięcie Mediny Angarity od władzy i sformowanie Rewolucyjnej Junty Rządowej.
Zmuszony do opuszczenia kraju, Medina Angarita osiadł w Nowym Jorku. Tam w 1952 doznał wylewu krwi do mózgu. W 1952 umożliwiono mu powrót do Caracas, gdzie zmarł rok później wskutek pęknięcia tętniaka aorty brzusznej.

## Odznaczenia
- Wielki Łańcuch Orderu Oswobodziciela (Wenezuela)
- Krzyż Wielki Orderu Francisco de Miranda (Wenezuela)